# Маргарян, Артур Араикович
Арту́р Араи́кович Маргаря́н (15 мая 1977, Раздан, Армянская ССР, СССР) — российский хоккеист (хоккей на траве), нападающий; тренер.

## Биография
Артур Маргарян родился 15 мая 1977 года в городе Раздан.
В 2001—2024 годах играл в хоккей на траве на позиции нападающего за «Динамо-Казань». В его составе в чемпионате России завоевал 17 золотых (2003—2008, 2010—2024), 2 серебряных (2002, 2009) и бронзовую (2001) медали. Пять раз выигрывал Кубок России (2001, 2005, 2022, 2023, 2024). Обладатель Суперкубка России (2021, 2022, 2023, 2024). В 2002 году стал победителем дивизиона «С» Кубка обладателей кубков, в 2007 году — дивизиона «B» Кубка чемпионов.
Параллельно работает старшим тренером «Динамо-Казани». В 2013 году был старшим тренером студенческой сборной России, завоевавшей золото хоккейного турнира на летней Универсиаде в Казани.
Мастер спорта России.

## Семья
Отец Араик Маргарян (род. 1951) — советский, армянский и российский тренер по хоккею на траве, с 2001 года возглавляет «Динамо-Казань». Есть брат.